# La Citoyenne

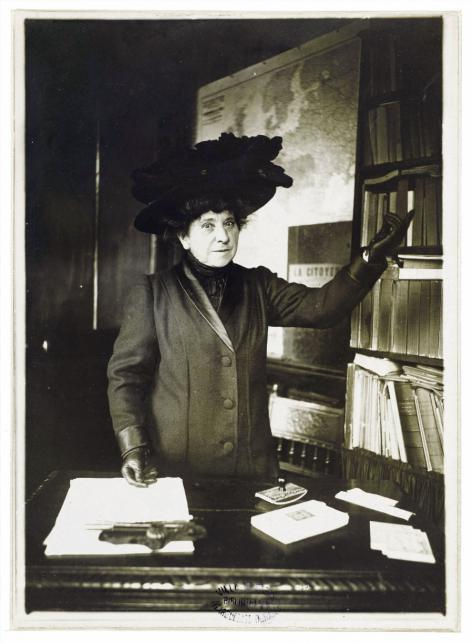
Fotografia d'Hubertine Auclert, fundadora del diari.

La Citoyenne (en català: La Ciutadana) fou un diari feminista publicat a París de 1881 a 1891 per Hubertine Auclert. El seu primer número aparegué el 13 de febrer de 1881 amb un ritme quinzenal. Defensava l'emancipació de les dones exigint modificacions en el codi Napoleó que relegava les dones a un estatus inferior. Exigia per a les dones el dret a ser candidates a les eleccions, afirmant que no es votarien lleis injustes si es tinguera en compte l'opinió de les dones. Notables feministes com Marie Bashkirtseff escrigueren articles per al diari.
Durant la seua existència es creà la Lliga Francesa de Drets de les Dones, fundada per Léon Richer i Maria Deraismes el 1882, i el 1888 el Consell Internacional de Dones, la primera organització feminista internacional.
El 1888 Auclert es trasllada a Algèria amb el seu company Antonin Levrier, nomenat jutge de pau, i en deixa la direcció a Maria Martin. Al 1891, Hubertine Auclert tanca La Citoyenne per manca de fons i Maria Martin (1839-1910) llança el seu diari, el Journal des femmes. El 9 de desembre de 1897 l'actriu i periodista Marguerite Durand (1864-1936) obri un altre diari feminista anomenat La Fronde.